# Sob Rock
《Sob Rock》은 컬럼비아 레코드가 2021년 7월 16일에 발매한 미국의 싱어송라이터 존 메이어의 여덟 번째 스튜디오 음반이다. 2018년 5월에 발매된 싱글 〈New Light〉는 메이어의 2019년 싱글 〈I Guess I Just Feel Like〉와 〈Carry Me Away〉와 함께 수록되었다. 리드 싱글 〈Last Train Home〉은 2021년 6월 4일에 발매되었으며, 게스트 보컬로 매런 모리스가 참여했다. 메이어는 2021년 8월부터 10월까지 데드 & 컴퍼니와 함께 미국을 순회했으며 2022년 음반을 지원하기 위해 솔로 투어에 나선다.

## 배경
메이어는 이 음반이 대부분 코로나19 범유행으로 탄생했으며, 음반에 수록된 대부분의 곡들은 2020년 3월 이후 많은 아티스트들의 투어가 중단되었다고 말했다. 메이어의 목표는 어린 시절 80년대에 들었던 노래들에 경의를 표하는 10트랙 음반을 작업하는 것이었다. 메이어는 이 음반의 아이디어가 "청취자들을 혼란스럽게 하고" "거짓 기억을 심어주기 위한 것"이라고 말했다. 그는 또한 제인 로와의 인터뷰에서 그 음반은 그가 그 시점까지 발표한 모든 것에 반하는 똥글이 될 의도였다고 말했다.
메이어는 또한 그의 이전 싱글들 중 세 곡도 발매 당시 음반에 수록될 것이라고 결정했다. 이 싱글들(〈New Light〉, 〈I Guess I Just Feel Like〉, 〈Carry Me Away〉)은 모두 2018년 중반부터 2019년 말까지 발매되었으며, 오리지널 음반에 수록될 예정은 아니었다.
처음에 메이어는 이 음반이 2021년 4월 중순에 발매될 것이라고 주장했다. 그러나 그는 나중에 기록이 7월 16일로 연기되었다고 발표했다. 2017년 말부터 2021년 초 사이에 녹음되었다. 메이어는 2021년 6월 4일 싱글로 〈Last Train Home〉을 발매했다. 이에 앞서 2021년 3월 말 메이어의 틱톡 계정에는 트랙의 클립이 공개됐다. 또한 이 음반은 다른 바이닐과 카세트 에디션을 추가하여 물리적 형식으로 발매될 것이라고 발표되었다.

## 평가
| 전문가 평가     | 전문가 평가 |
| 총 점수         | 총 점수     |
| 출처            | 점수        |
| --------------- | ----------- |
| 메타크리틱      | 70/100      |
| 평가 점수       |             |
| 출처            | 점수        |
| AllMusic        | [ 7 ]       |
| The Independent | [ 8 ]       |
| NME             | [ 9 ]       |
| Pitchfork       | 6.1/10      |
| Rolling Stone   | [ 11 ]      |

《Sob Rock》은 음악 평론가들로부터 대체적으로 긍정적인 평가를 받았다. 메인스트림 비평가들의 리뷰에 100점 만점에 정규화된 등급을 부여하는 메타크리틱에서 이 음반은 9개의 리뷰를 바탕으로 평균 70점을 받고 있어 "일반적으로 호의적인" 반응을 나타낸다.
그것은 《기타 월드》의 독자들에 의해 2021년 최고의 기타 음반으로 선정되었다.

## 곡 목록
모든 곡들은 특별한 언급이 없는 한 존 메이어에 의해 작사/작곡하였다.
| #   | 제목                             | 작사·작곡             | 재생 시간 |
| --- | -------------------------------- | --------------------- | --------- |
| 1.  | 〈Last Train Home〉              |                       | 3:07      |
| 2.  | 〈Shouldn't Matter but It Does〉 |                       | 3:56      |
| 3.  | 〈New Light〉                    | 메이어, 어네스트 윌슨 | 3:37      |
| 4.  | 〈Why You No Love Me〉           |                       | 4:15      |
| 5.  | 〈Wild Blue〉                    |                       | 4:12      |
| 6.  | 〈Shot in the Dark〉             |                       | 4:09      |
| 7.  | 〈I Guess I Just Feel Like〉     |                       | 4:46      |
| 8.  | 〈Til the Right One Comes〉      |                       | 3:41      |
| 9.  | 〈Carry Me Away〉                |                       | 2:39      |
| 10. | 〈All I Want Is to Be with You〉 |                       | 4:04      |

## 인증
| 국가                               | 인증     | 판매량/출하량 |
| ---------------------------------- | -------- | ------------- |
| 캐나다 (뮤직 캐나다)               | 골드     | 40,000        |
| 덴마크 (IFPI Danmark)              | 플래티넘 | 20,000        |
| 판매량+스트리밍을 기반으로 한 인증 |          |               |